# Vaporeon
Vaporeon (Japans: シャワーズ Shawāzu - Shawazuu) is een Water-type Pokémon.

De Water Stone verandert Eevee in Vaporeon. Hij leeft dicht in de buurt van het water. Hij heeft een visachtige staart waardoor hij vaak wordt aangezien voor een zeemeermin. Als zijn staart begint te trillen dan gaat het binnen een paar uur regenen. Vaak ligt hij lekker te luieren op de oever bij een meer. Zijn structuur lijkt heel erg op watermoleculen. In het water kan hij volledig onzichtbaar worden.

## Informatie
| Naam     | Type  | Soort      | Hoogte | Gewicht | Geslacht          | Kleur |
| -------- | ----- | ---------- | ------ | ------- | ----------------- | ----- |
| Vaporeon | Water | Bubblebeam | 1,00 m | 24,0 kg | 87,5% M / 12,5% V | Blauw |

| Nederlandse Naam | Vaporeon |
| Engelse Naam     | Vaporeon |
| Japanse Naam     | Shawazuu |
| Nationaal Nummer | #134     |
| Johto Nummer     | #181     |
| Hoenn Nummer     | #289     |
| Sinnoh Nummer    | -        |